# Uwe Soukup

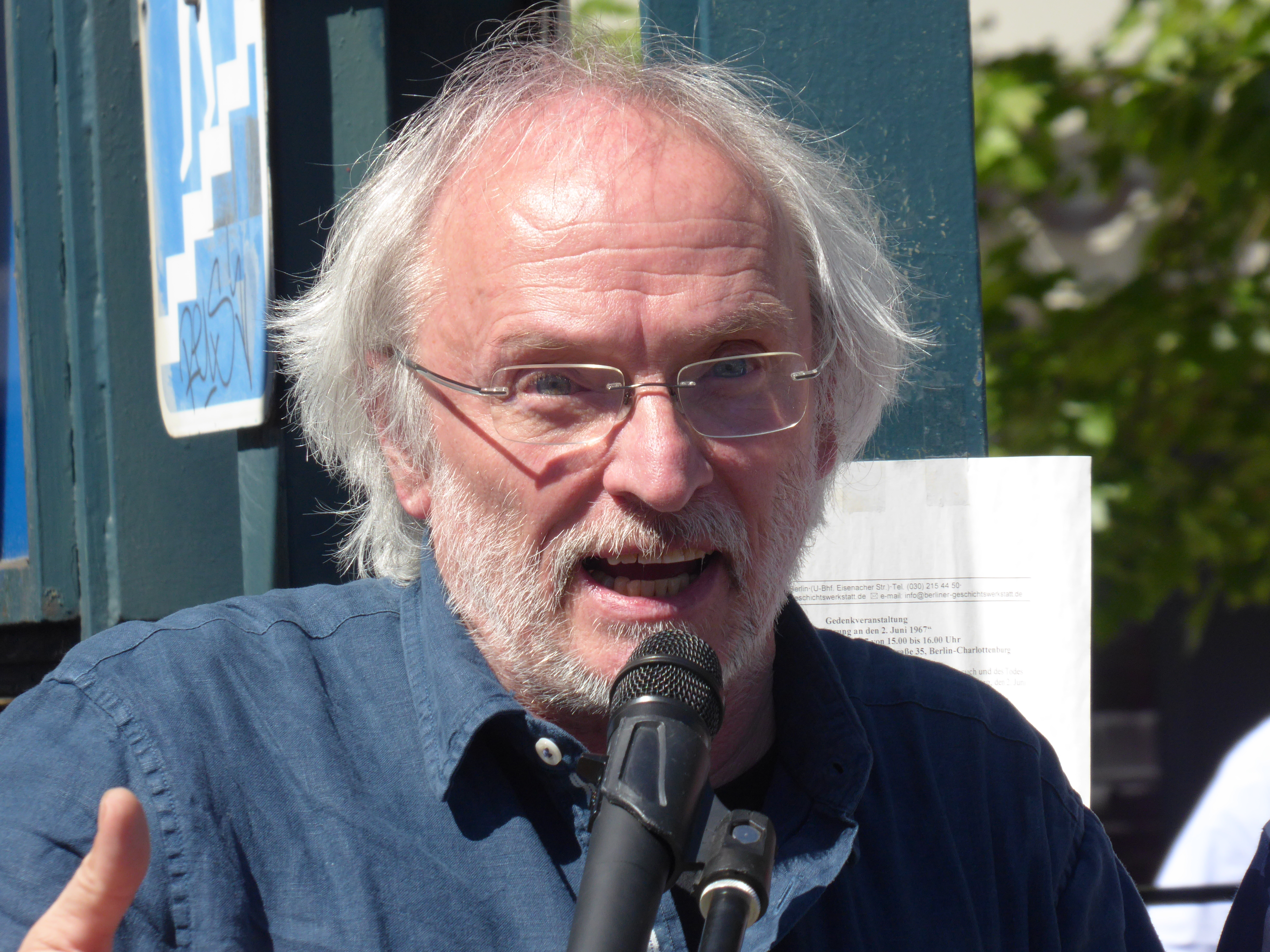
Uwe Soukup bei der Gedenkveranstaltung zum Tod von Benno Ohnesorg 2017

Uwe Soukup (* 1956 in West-Berlin) ist ein deutscher Journalist und Buchautor.

## Leben
Soukups Vater war der Universitätsprofessor für Sozialpädagogik und Sozialisationsforscher Gunther Soukup (1930–1997).
Nach seinem Studium der Pädagogik arbeitete Uwe Soukup zunächst in Kinderheimen. Seit 1993 arbeitet er als freier Journalist und war von 1997 bis 2000 Redakteur bei der Tageszeitung Junge Welt, zuletzt als Ressortleiter für Innenpolitik.
Im von ihm gegründeten Verlag Berlin 1900 verlegte er Bücher von Sebastian Haffner neu:
- Der Verrat. Deutschland 1918/19, neu verlegt 1993
- Germany: Jekyll & Hyde. 1939 – Deutschland von innen betrachtet, neu verlegt 1996
- Zwischen den Kriegen. Essays zur Zeitgeschichte, neu verlegt 1997

2001 veröffentlichte er eine Haffnerbiografie. Haffner, der im Stern den Artikel Die Nacht der langen Knüppel über den Tod von Benno Ohnesorg geschrieben hatte, regte ihn nach eigener Aussage zu der Frage Wie starb Benno Ohnesorg? an.
2018 wurde der Dokumentarfilm Wie starb Benno Ohnesorg?, an dem Soukup als Coautor mitgewirkt hatte, für den Grimme-Preis nominiert.

## Rezeption
Silke Rotzoll urteilte im Deutschlandfunk über Soukups Haffner-Biografie Ich bin nun mal Deutscher, sie sei durchweg spannend geschrieben. Mitreißend und bemerkenswert gut dokumentiert sei die Zeit Haffners beim Observer. Für Soukup werde Haffner auch durch die „charmanten Unwägbarkeiten“ so spannend, wie sie in der Freundschaft zu Ulrike Meinhof zum Ausdruck kamen. Uwe Soukup habe „die Biographie des Journalisten und Autors Sebastian Haffner und nicht die des Privatmannes Raimund Pretzel geschrieben“.

## Werke
- Ich bin nun mal Deutscher: Sebastian Haffner; eine Biographie. Aufbau-Verlag, Berlin 2001, ISBN 3-351-02526-2
- Ein paradoxes Leben. Nachbemerkung zu: Sebastian Haffner: Als Engländer maskiert. Ein Gespräch mit Jutta Krug über das Exil. DVA, Stuttgart 2002, ISBN 3-421-05616-1
- Wie starb Benno Ohnesorg? Der 2. Juni 1967. Verlag 1900, Berlin 2007, ISBN 978-3-930278-67-1
- Der 2. Juni 1967. Ein Schuss, der die Republik veränderte. Transit Verlag, Berlin 2017, ISBN 978-3-88747-343-3
- Die Brandstiftung. Mythos Reichstagsbrand – Was in der Nacht geschah, in der die Demokratie unterging. Heyne-Verlag, München 2023, ISBN  978-3-453-21845-1

Essays und Interviews
- „Kann man so was faken?“ Über Marinus van der Lubbe als angeblichen Alleintäter. Konkret, 9, 2019, S. 15 (ein Interview mit Fritzi Busch darüber, warum angeblich alles dafür spricht, dass die SA den Reichstagsbrand gelegt habe)
- Martina Scheffler: Unbequeme Ansichten: Wer ist der Täter des Reichstagsbrands 1933? Interview mit Uwe Soukup. In: Abendzeitung München. 27. Februar 2023, abgerufen am 27. Februar 2023.